# Satz von Vietoris-Begle
Der Satz von Vietoris-Begle aus der Algebraischen Topologie besagt:
Seien {\displaystyle X} und {\displaystyle Y} kompakte Hausdorff-Räume und {\displaystyle f:X\to Y} eine surjektive stetige Abbildung. Wenn die Koeffizientengruppe in der Vietoris-Homologie ein Körper ist und für alle {\displaystyle y\in Y} für die reduzierten Homologiegruppen gilt:
{\displaystyle {\tilde {H}}_{k}^{V}(f^{-1}(y))=0} für alle {\displaystyle 0\leq k\leq n}
dann sind die in der Vietoris-Homologie induzierten Homomorphismen
{\displaystyle f_{*}:{\tilde {H}}_{k}^{V}(X)\to {\tilde {H}}_{k}^{V}(Y)}
Isomorphismen für {\displaystyle 0\leq k\leq n-1} und für {\displaystyle k=n} liegt ein surjektiver Homomorphismus vor.
Die Formulierung des Theorems geht auf Stephen Smale zurück, der sich auf Arbeiten von Edward G. Begle und Leopold Vietoris stützte.
Begle hat dieses Theorem mit Hilfe von Čech- und Vietoris-Homologie bewiesen. Die Arbeit geht auf eine frühere Arbeit von Vietoris zurück. Später wurde der Satz von Edwin E. Floyd nur mit Hilfe der Čech-Homologie bewiesen.